# Псилоцин
Псилоцин — алкалоїд, похідне триптаміну. У природі разом з іншим алкалоїдом — псилоцибіном зустрічається у грибах роду Psilocybe. У організмі людини може утворюватись з псилоцибіну шляхом дефосфорилювання. Вперше виділений у 1959 році швейцарським хіміком Альбертом Хофманом та його асистентом Гансом Чертером. У дозах 0,1-0,2 мг/кг ваги має психоактивну дію, схожу на дію ЛСД. У чистому вигляді являє собою білі кристали. Розчиняється у спирті та розбавленій оцтовій кислоті. З реактивом Маркі дає зеленувато-буре забарвлення. Згідно з українським законодавством належить до психотропних речовин. 